# Тамшинг-лакханг

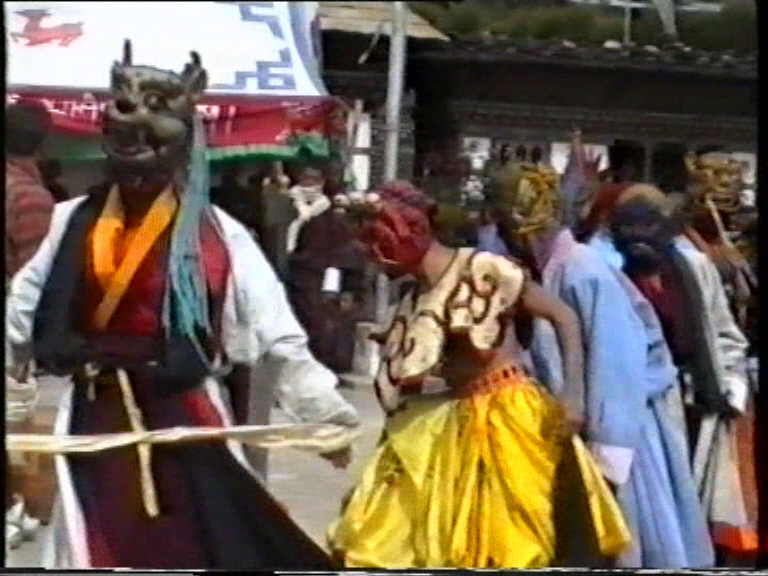
Танцы на фестивале в Тамшинг-лакханге

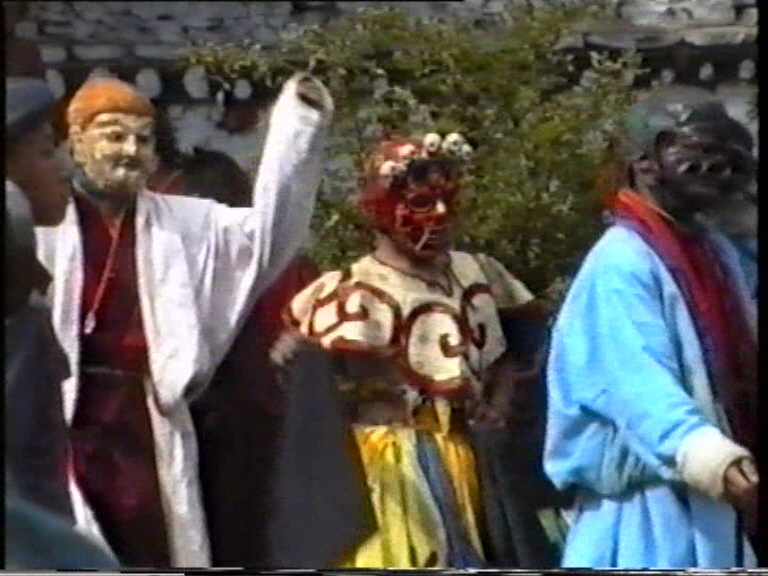
Танцы на фестивале в Тамшинг-лакханге

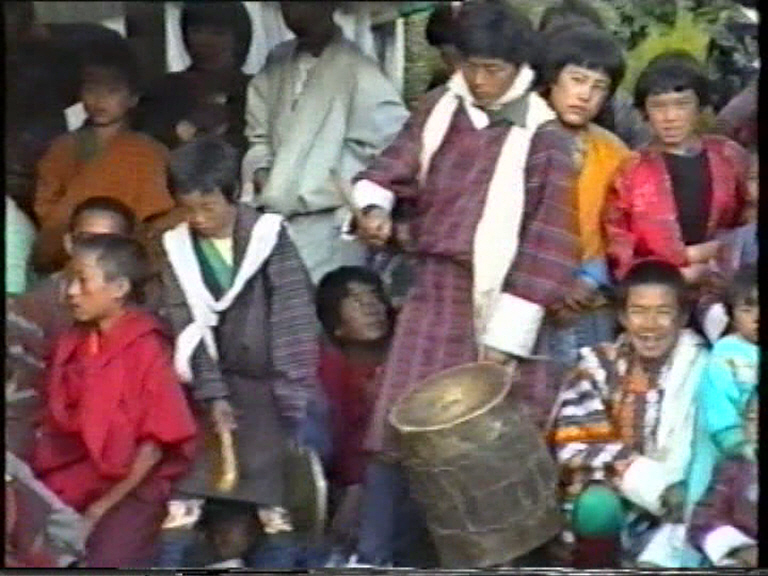
Музыканты на фестивале в Тамшинг-лакханге

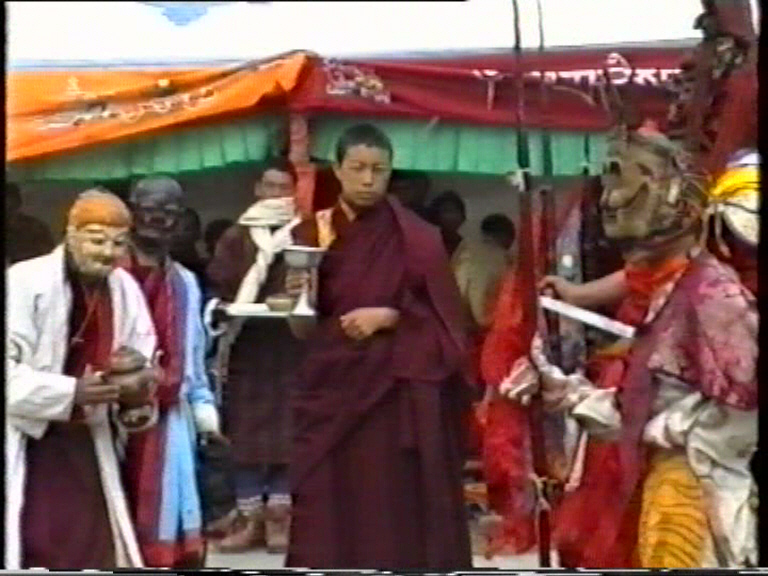
Ритуал на фестивале в Тамшинг-лакханге

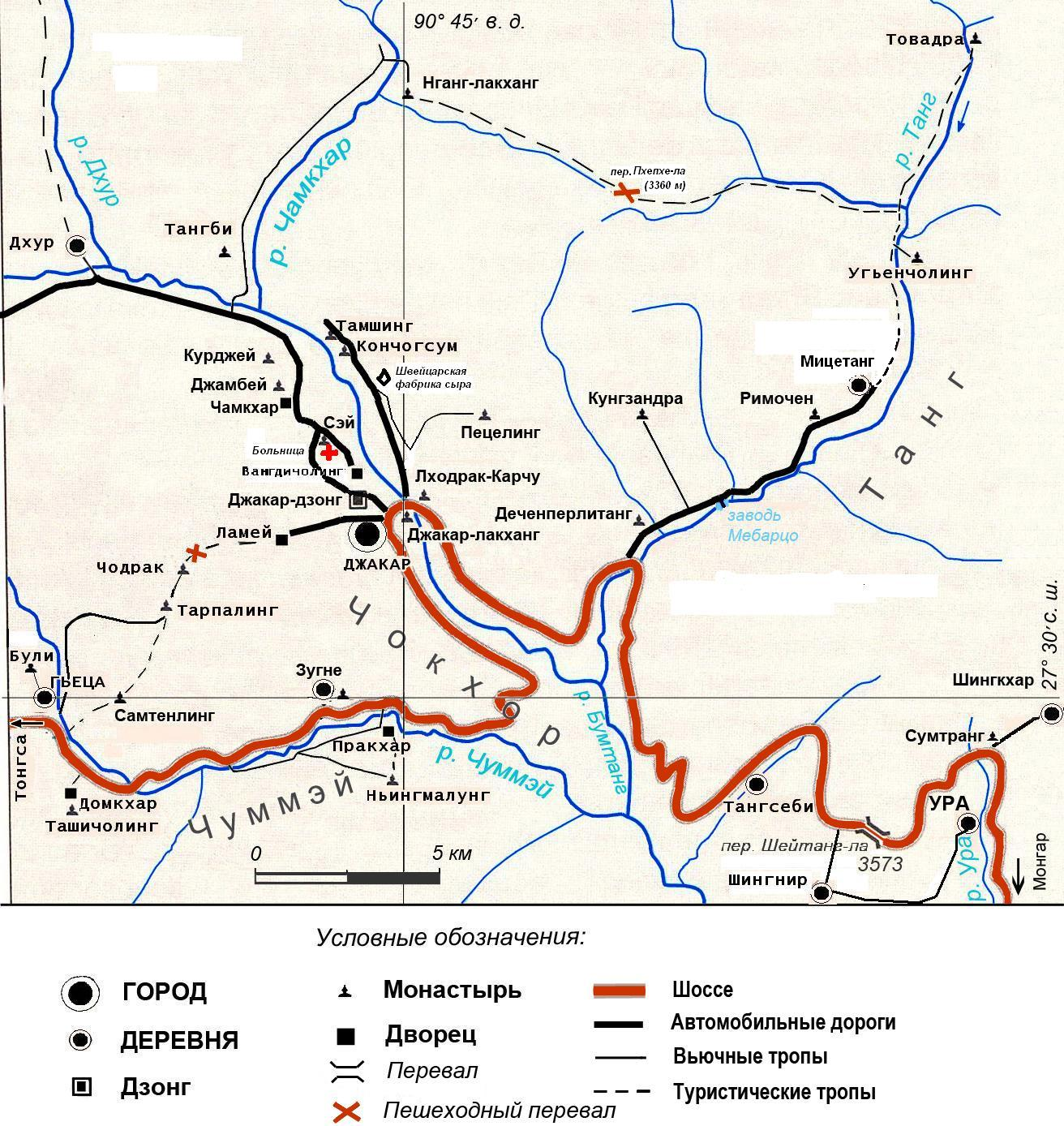
Карта центральной части Бумтанга

Тамшинг-лакханг (дзонг-кэ གཏམ་ཞིང་ 􀭨་ཁང་།, вайли gtamzhing lhakhang, лат. tamxing lhakhang) (также Тамшинг-гомпа или Тамшинг-гоемба) — буддийский монастырь (лакханг) в долине Бумтанг, в окрестности города Джакар в Бутане. Напротив через реку — монастырь Курджей-лакханг.
В монастыре обитает около 100 монахов, связан с Пема Лингпа.
Храмовый комплекс состоит из основного храма и общежитий для монахов. В монастыре преимущественно живут монахи, происходящие из бедных семей или сироты.
Осенью в храме проводится ежегодный фестиваль с танцами, поставленными Пема Лингпа.

## История
Храм построил лично Пема Лингпа в 1501. После смерти Пема Лингпа в 1521 храмом управляли его потомки. Постепенно значение храма упало, храм многие годы не ремонтировался, во дворе был устроен склад зерна, а посетители приходили в храм крайне редко, за исключением нескольких праздничных дней в году.
В своё время Пема Лингпа отправился в Тибет для поиска сокровищ (терма), оставшихся от Падмасамбхавы. Он получил во владение землю в области Лалунг долины Сити, где построил Лалунгский монастырь. В третьей инкарнации он расширил этот монастырь. Так как Пема Лингпа часто посещал Тибет, большинство его инкарнаций было тибетскими.
До 1960 храм находился в частной собственности настоятелей. В 1959, когда из Тибета бежало большое количество беженцев, некоторое количество тибетцев попало в Бумтанг. Незадолго до этого десятый перерожденец Пема Лингпа умер. Второй настоятель Лалунгского монастыря Тинлей Кюнчап (ум. 1975) с группой монахов посетили Тамшин, чтобы там восстановить лалунгскую монашескую общину.
В 1960 множество тибетцев собралось встречать Тинлея Кюнчапа в Тамшинге, осенью монастырь был заново восстановлен, первоначально там было 10 монахов, позднее количество дошло почти до ста.
Сейчас монастырь возглавляет Лопен Цетен, который прибыл сюда из Тибета в 1960, будучи десятилетним монахом.
Духовным наставником храма является лама Сунгтрул Ринпоче, который является инкарнацией речи Пема Лингпа, он родился в Бумтанге в долине Чуммей в 1967.
В 2012 году Тамшинг-лакханг был включен в предварительный список Бутана для включения в Список объектов всемирного наследия ЮНЕСКО.

## Бутанские танцы на фестивале в Тамшинге
В Тамшинге сохранилась культура традиционных храмовых танцев, демонстрируемых на буддийских фестивалях (цечу). По мнению экспертов (Core of Culture Dance Preservation), данные танцы наиболее аутентичны и отражают непосредственно эпоху Пема Лингпа.